# La Ferté-Imbault
La Ferté-Imbault – miejscowość i gmina we Francji, w Regionie Centralnym, w departamencie Loir-et-Cher.
Według danych na rok 1990 gminę zamieszkiwało 1047 osób, a gęstość zaludnienia wynosiła 21 osób/km² (wśród 1842 gmin Regionu Centralnego La Ferté-Imbault plasuje się na 375. miejscu pod względem liczby ludności, natomiast pod względem powierzchni na miejscu 85.).